# Tethionea tenuimembris
Tethionea tenuimembris là một loài bọ cánh cứng trong họ Cerambycidae.